# 纯红杜鹃
纯红杜鹃（学名：Rhododendron sperabile）为杜鹃花科杜鹃花属下的一个种。

## 扩展阅读
維基物種上的相關：纯红杜鹃